# Geschichtsbild
Unter einem Geschichtsbild versteht man im Allgemeinen die Summe der geschichtlichen Vorstellungen eines Menschen oder einer Gruppe. Je weniger Wissen, desto mehr Fantasie bestimmt das jeweilige Geschichtsbild. Es ist Teil des umfassenderen Weltbildes eines Menschen oder der Gruppe. Unter Geschichtsbild wird einerseits ein genereller Blickwinkel auf geschichtliches Geschehen in der Art eines Paradigmas verstanden (siehe Abschnitt Geschichtsbilder), anderseits aber auch die (zeitbedingte und daher auch Änderungen unterliegende) Interpretation bestimmter Ereignisse und Personen, vor allem mit dem Zweck politischer Instrumentalisierung im Sinne von Geschichtspolitik (siehe Abschnitt Wirkungen des Geschichtsbildes).
Daneben gibt es aber auch den Wortsinn Bild aus der Geschichte über die Geschichte. Davon handelt der Abschnitt Geschichtsbild (konkret). Zu unterscheiden ist zwischen Geschichtsbildern und der historischen Forschung. Erstere sind mittlerweile selbst Forschungsgegenstand der Geschichtswissenschaft.

## Geschichtsbilder

### Teleologisches Geschichtsbild
Unter einem teleologischen Geschichtsbild versteht man die Vorstellung, dass die Geschichte einem bestimmten Endzweck zustrebt. Häufig handelt es sich um religiöse Vorstellungen, etwa die, dass die Geschichte mit einem »Jüngsten Gericht« endet. Auch die »Klassenlose Gesellschaft« als Endzweck gesellschaftlicher Entwicklungen definiert ein teleologisches Geschichtsbild.

### Zyklisches Geschichtsbild
Diese besonders in Asien verbreitete Vorstellung glaubt, dass sich alles wiederhole. Zwar gibt es eine eindeutige Bewegungsrichtung – vorgestellt als Bewegung auf einem Kreis – aber die Bewegung die nie endet, kommt nach einiger Zeit wieder da an, wo sie herkam. Häufig werden dabei bestimmte auffallende Ereignisse als Kennzeichnung des Beginns eines neuen Zyklus gesehen, etwa die Erleuchtung eines neuen Buddha.
Auch in Europa gab es zyklische Geschichtsvorstellungen, etwa bei Oswald Spengler. Geistiger Vater dieses zyklischen Geschichtsverständnisses ist der griechische Geschichtsschreiber Polybios, der dem antiken Rom eine Sonderstellung innerhalb seines Modells attestierte, vereine es doch das Beste von Aristokratie, Monarchie und Demokratie. Doch nach Ansicht Polybios’ war auch diese Balance von hoher Fragilität, da die Dekadenz – also fehlende Tugend der Bürger – drohte, das Gleichgewicht zu kippen und Rom in eine Tyrannis zu überführen. Ausgang aus der Tyrannis, der vermeintlich schlechtesten Form der Herrschaft, ist nur durch den Tod oder die Tötung des Herrschers zu finden. Über Zwischenstufen wird sich dann das vermeintlich beste Modell, die Aristokratie, herausbilden, woraufhin der Zyklus wieder in die Ausbildung einer Tyrannis mündet.
Einer der Hauptgründe für das heute lineare Geschichtsverständnis dürfte das Aufkommen des Christentums sein, das an den Anfang der Geschichte die Schöpfung der Welt setzt und ans Ende die Erlösung. Eine zyklische Vorstellung von Geschichte wurde so obsolet.

### „Nichts Neues unter der Sonne“
Dass sich »sub specie aeternitatis« nichts ändere und lediglich die Akzidentien unterscheidbar seien, war eine weitere Vorstellung von Geschichte. Ganz besonders wurde sie bei Niccolò Machiavelli deutlich. Diesem Standpunkt der Konstanz der wesentlichen Elemente der Politik folgt die Möglichkeit des Lernens aus Geschichte. Machiavelli abstrahierte von den Einzelereignissen und stellte Gesetzmäßigkeiten auf, die zeitlos gültig sein sollten.

### Kulturoptimismus
Unter Kulturoptimismus versteht man die Vorstellung, dass sich die Welt stets zum Besseren wende. Er ist manchmal, aber nicht immer, mit einer teleologischen Vorstellung verbunden. Die Vergangenheit erscheint so als das überwundene Schlechte. Häufig waren es so genannte „fortschrittliche“ politische Theorien, die die Vorstellung einer stetigen Verbesserung der Welt vertraten. Ein Lernen aus der Geschichte wäre hier sehr schwierig; allenfalls eine Extrapolation der gegenwärtigen Bewegungsrichtung wäre als Lern- und Prognosemöglichkeit denkbar.

### Kulturpessimismus
Der Kulturpessimismus ist die gegenteilige Vorstellung, dass sich die Welt ständig zum Schlechteren hin entwickele. Die Vorstellung wird durch die christliche Vorstellung der Vertreibung aus dem Paradies unterstützt. Mit einem kulturpessimistischen Geschichtsbild wird die Vergangenheit geradezu verklärt. Ein bekannter deutschsprachiger Vertreter des Kulturpessimismus war Ludwig Klages (vgl. auch Kulturkritik).

### Schicksal
Häufig wird unterstellt, dass der Ablauf der Geschichte vorbestimmt sei und vom Einzelnen gar nicht wesentlich beeinflusst werden könne. Viele, aber nicht alle kulturoptimistischen Theorien nehmen dies an. In dieser Vorstellung kann man mit der Entwicklungsrichtung mitgehen („fortschrittlich“) oder als Bremser („konservativ“ oder „reaktionär“) dazu verurteilt sein, dass die Geschichte über einen hinweggeht. Auch der historische Materialismus, der von »ehernen Gesetzen« spricht, erlaubt einen Blick in die Zukunft durch Kenntnis ebendieser Gesetze. Anhänger der Vorbestimmtheit – welcher Art auch immer – kennen daher Einzelpersönlichkeiten oder Institutionen, die durch intensives Studium in der Lage sind, den Verlauf der Geschichte mehr oder weniger klar zu erkennen.

### Vorsehung und Gott
Die Vorbestimmtheit wird oft verstärkt oder modifiziert, indem Gott mit ins Spiel gebracht wird: Heilsgeschichte. Dies kann sowohl die Vorstellung eines handelnden (allmächtigen) Gottes sein, der in das Geschehen eingreift, oder auch die Vorstellung dessen, der die Entwicklungsrichtung kennt und sie daher „vorhersieht“. In der Antike hielt man es für möglich, dass auch bestimmte Menschen (Auguren, Kassandra (Mythologie)) die Zukunft vorhersehen könnten. Das Orakel von Delphi war in der hellenistischen Welt die bekannteste Institution dieser Art, in der die Pythia weissagte. Heute genießt der Rat von Weissagern im Allgemeinen keinen guten Ruf. Aber es gibt immer noch Leute, die sich gern ihre Zukunft vorhersagen lassen.

### Freier Wille
Im Gegensatz dazu gibt es Vorstellungen, die annehmen, Menschen hätten einen freien Willen und würden Geschichte deshalb grundsätzlich als menschengemacht ansehen. Hier werden Einzelpersönlichkeiten herausgegriffen, die Geschichte „gestalten“. Der »starke Mann« und die zahlreichen historischen Persönlichkeiten mit dem Beinamen »der Große« sind Beispiele für die Annahme, dass ein starker Wille die Menschen auf ein Ziel hin ausrichten und damit die Welt (oder zumindest ein Land) gestalten könne. Eine Prognosemöglichkeit ergibt sich bei strenger Annahme des freien Willens nicht. Auch ein Lernen aus der Geschichte ist kaum möglich.

### Strukturgeschichte
Die Strukturgeschichtsschreibung (vgl. u. a. Annales-Schule) untersucht große historische Prozesse, innerhalb derer Individuen und Einzelereignissen nur wenig Spielraum zukommt (Gegenbegriff: Ereignisgeschichte). Ereignisse wären vielmehr stets Folgen derartiger Prozesse. Zum Beispiel wäre die Erfindung der Dampfmaschine Folge eines komplexen Prozesses, der letztlich zur Industriellen Revolution führte, nicht deren Auslöser. Technologischer Wandel, als Folge dessen die Dampfmaschine entwickelt wurde, wäre nur ein Element dieses Prozesses.

### Geschichtsbild der Geschichtswissenschaft
Auch die Geschichtswissenschaft kommt ohne Geschichtsbild nicht aus, doch geht hier die Tendenz zu immer differenzierteren Bildern. Im Allgemeinen werden Strukturgeschichte und die Bedeutung von Entscheidungen von Personen und Gremien darin eine große Rolle spielen.

## Wirkungen des Geschichtsbildes – Beispiele von Geschichtsbildern
Je nachdem, welches Geschichtsbild zugrunde gelegt wird, wird Geschichte sehr unterschiedlich dargestellt. Wer vom freien Willen ausgeht, wird Geschichte vor allem als Handlungsfolgen starker Einzelpersönlichkeiten darstellen. Wer hingegen mehr von Gesetzmäßigkeiten ausgeht und damit die handelnden Personen im Extremfall als Protokollanten der geschichtlichen „Entwicklung“ betrachtet, der wird den Personen einen geringeren Stellenwert beimessen.
Einige Beispiele sollen dies zeigen:
Napoleon Bonaparte wurde etwa als ein Mensch gesehen, der durch seine Ausstrahlung die Menschen in seine Gewalt zwang. Verwiesen wird zum Beispiel auf seine Rückkehr aus der Verbannung, als er durch seine Ansprache die Truppen, die ihn aufhalten sollten, für sich gewann („Ich bin's, Euer Kaiser!“). Eine Variante dieser Vorstellung ist von Georg Wilhelm Friedrich Hegel überliefert, der beim Anblick Napoleons ausrief: „Der Weltgeist zu Pferde“. Hegel glaubte, dass Napoleon nur ausführendes Organ des »Weltgeistes« sei, der sich in Napoleon verwirkliche.
Ein anderes Beispiel ist Adolf Hitler, der oft als eine Persönlichkeit angesehen wird, die aufgrund eigenen Willens den Zweiten Weltkrieg entfesselte. Auf die Person Hitlers bezogen, ist dieses Geschichtsbild nach wie vor populär. Wegen ihrer Einfachheit ist die Geschichtsdarstellung gemäß dem Motto „Große Männer machen Geschichte“ bis heute in der öffentlichen Wahrnehmung weit verbreitet. In der historischen Forschung hingegen gilt derart personenorientierte Geschichtsschreibung bereits seit Jahrzehnten als überholt. Sie wurde nach dem Zweiten Weltkrieg zunächst durch eine starke Dominanz strukturgeschichtlicher Analysen abgelöst. Hiernach wäre der Zweite Weltkrieg eine Folge komplexer Entwicklungen und durch strukturelle Elemente, wie die Nachkriegsordnung des Versailler Vertrages und die Weltwirtschaftskrise ausgelöst worden.
Wie die Geistes- und Sozialwissenschaft allgemein, so ist auch die heutige Geschichtsschreibung durch eine Vielzahl von Ansätzen geprägt, welche nach langen methodologischen Debatten heute oft in Kombination Verwendung finden. Aktuelle Forschungen zum Ausbruch des Zweiten Weltkriegs etwa würden die Person Hitlers ebenso einbeziehen wie strukturelle Rahmenbedingungen, z. B. die Versailler Ordnung und das Verhalten anderer Akteure, etwa der europäischen Großmächte.
In der Westlichen Welt herrscht heute eine durch den Liberalismus geprägte Sichtweise vor. Folge ist ein im Grunde fortschrittsoptimistisches Geschichtsbild. Zur Zeit des Kalten Krieges konkurrierte es mit dem marxistischen Geschichtsbild, das von gesellschaftlichen Strukturen ausging und daher den Zweiten Weltkrieg auch nicht dem Wirken einer Einzelperson, sondern einer geschichtsnotwendigen Phase, dem Faschismus als Höhepunkt des Kapitalismus, zuschrieb. Mit dem Ende des Ost-West-Konflikts erlebte das fortschrittsoptimische Geschichtsbild einen – etwas vorschnellen – Triumph im zunächst angenommenen »Ende der Geschichte« (Fukuyama). Nach dem Ende der Systemkonkurrenz erwartete man, dass sich westlich-liberale Werte wie Demokratie, Marktwirtschaft und Menschenrechte im Zuge der Globalisierung nun durchsetzen würden. Neuere Entwicklungen und eine nuanciertere Bewertung der Globalisierung haben zu einer Dämpfung des Optimismus geführt. Dennoch geht das heutige Geschichtsbild im Grunde auch weiterhin von Geschichte im Sinne einer „Weiterentwicklung“ aus.
Der Islamismus hingegen geht von einer viel stärker schicksalsgebundenen Geschichte aus als der liberalistisch geprägte Westen.
Das erste Drittel des 20. Jahrhunderts hingegen war in Deutschland von der Vorstellung geprägt, dass sich Kulturen wie Organismen entwickeln und daher entstehen und vergehen. Eines der bedeutendsten Werke dieses Geschichtsbildes war »Der Untergang des Abendlandes« Oswald Spenglers. Wiederum anders war das Geschichtsbild des Nationalsozialismus, eine Mischung aus solchen spenglerisch-organisch-preußischen und sozialdarwinistisch-rassistischen Vorstellungen, wonach das Recht des Stärkeren, das der so genannten »Herrenrasse«, galt.
Die Geschichtswissenschaft vertritt ein durchweg komplexeres und vielschichtigeres Geschichtsbild als die öffentliche Wahrnehmung. Einzelne Geschichtsbilder wie etwa die Vorstellung von großen Einzelgestalten, von Geschichte im Sinne einer Fortschritts- und Aufwärtsbewegung oder auch Machiavellis „Lernen aus der Geschichte“ halten sich bis heute hartnäckig, auch wenn die aktuelle Forschung derartige Geschichtsbilder in ihrer Einfachheit und Einseitigkeit meist verwirft.

## Ursachen von Geschichtsbildern
Nicht-idealistische wissenschaftliche Ansätze versuchen, im Sinne einer Mentalitätsgeschichte, Kultursoziologie oder Wissenssoziologie die verschiedenen Geschichtsbilder als Ergebnisse der gesellschaftlichen Entwicklung zu verstehen. Beispielsweise werden kulturpessimistische Geschichtsbilder als Teil der Mentalität von Bevölkerungsgruppen gedeutet, die im Verlauf des gesellschaftlichen Wandels allmählich von relativ privilegierten Positionen absteigen. Umgekehrt ist eine gängige Deutung kulturoptimistischer Geschichtsbilder, sie als Teil der Mentalität einer allmählich aufsteigenden Bevölkerungsgruppe zu sehen.

## Geschichtsbild (konkret)

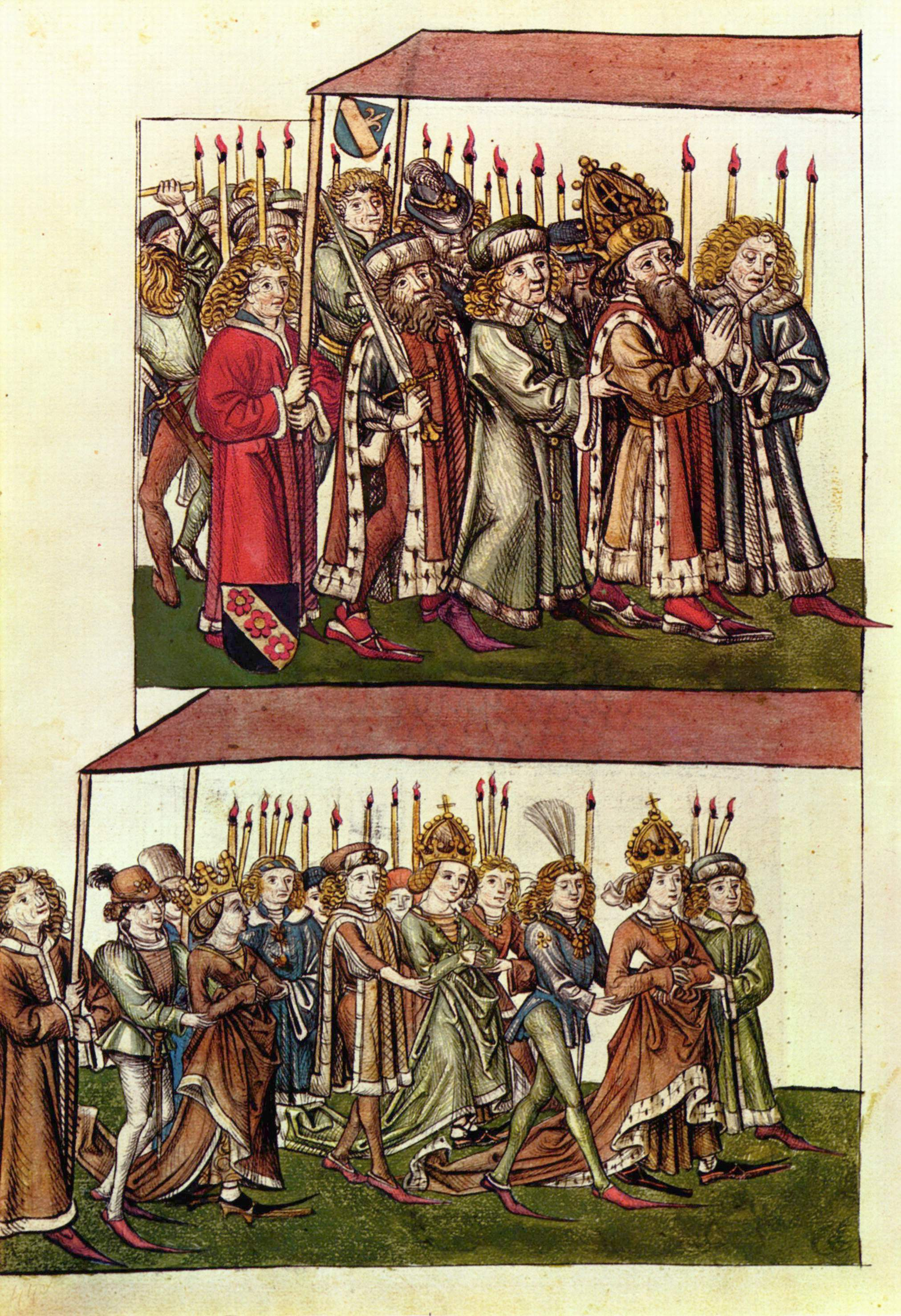
Illustration aus der Chronik des Konzils von Konstanz

Im Unterschied zur Historienmalerei, die im Nachhinein Bilder zur Geschichte erstellt, die dem eigenen Geschichtsbild (im übertragenen Sinne) entsprechen, gibt es auch Bilder, die geschichtliche Zustände und Vorgänge ihrer Zeit darstellen. Das vielleicht berühmteste Geschichtsbild in diesem Sinne ist der Teppich von Bayeux, der die Schlacht von Hastings darstellt. Noch realistischer sind die Darstellungen auf römischen Triumphbögen und -säulen. Doch bereits Ägypter und Assyrer haben Kämpfe ihrer Zeit bildlich dargestellt.
Aus dem Mittelalter sind die Berner Chronik von Diebold Schilling dem Älteren und die Illustrationen zum Konstanzer Konzil von Ulrich von Richental zu nennen.
Auch bei „zeitnahen“ Bildern spielt freilich die Darstellungsabsicht immer eine wichtige Rolle. Dies kann zum Beispiel die Darstellung der Machtentfaltung sein – so etwa bei den assyrischen oder babylonischen Darstellungen ihrer siegreichen Könige. Ein anderes Beispiel, das gerne zitiert wird, ist die Kaiserproklamation von Versailles. Davon gibt es mehrere Versionen und interessanterweise ist die Version, in der Bismarck in den Mittelpunkt gerückt wurde, die bekannteste. Diese Version hat Kaiser Wilhelm I. selbst in Auftrag gegeben, um sie Bismarck zum Geburtstag zu schenken. Fotos sind auch Gegenstand von Veränderungen in der Darstellung. Ein gutes Beispiel aus dem 20. Jahrhundert ist die Fälschung von Fotos durch Retuschieren zur damnatio memoriae von Gegnern Stalins.